# Sangabasis furcata
Sangabasis furcata is een libellensoort uit de familie van de waterjuffers (Coenagrionidae), onderorde juffers (Zygoptera). De wetenschappelijke naam van de soort is als Amphicnemis furcata voor het eerst geldig gepubliceerd in 1868 door Brauer.
1. ↑  (en) Sangabasis furcata op de IUCN Red List of Threatened Species.